# Cellettes (Loir-et-Cher)
Cellettes ist eine französische Gemeinde im Département Loir-et-Cher in der Region Centre-Val de Loire. Die Bevölkerung beläuft sich auf 2700 Einwohner (Stand: 1. Januar 2022). Cellettes gehört zum Arrondissement Blois und zum Kanton Vineuil (bis 2015: Kanton Blois-2). Die Einwohner werden Chaillois genannt.

## Geographie
Cellettes liegt zwischen Orléans und Tours am Beuvron, einem Nebenfluss der Loire, im Weinbaugebiet Cour-Cheverny. Umgeben wird Cellettes von den Nachbargemeinden Saint-Gervais-la-Forêt im Norden, Mont-près-Chambord im Osten und Nordosten, Cour-Cheverny im Osten und Südosten, Cheverny im Südosten, Cormeray und Chitenay im Süden, Seur im Westen und Südwesten sowie Chailles im Westen.

## Bevölkerungsentwicklung
| 1962 | 1968 | 1975 | 1982 | 1990 | 1999 | 2006 | 2017 |
| ---- | ---- | ---- | ---- | ---- | ---- | ---- | ---- |
| 938  | 1004 | 1200 | 1709 | 1922 | 2138 | 2186 | 2633 |

## Sehenswürdigkeiten
- Kirche Saint-Mondry, ursprünglich aus dem 11. Jahrhundert, 1989 im Inneren restauriert
- Schloss Beauregard aus dem 16. Jahrhundert, Monument historique
- Schloss La Rozelle, Monument historique
- Schloss Archerie
- Schloss Angevinière (auch: Schloss Le Gord)
- Schloss La Blancardière
- Schloss Lutaine
- zahlreiche weitere Schlösser und Herrenhäuser

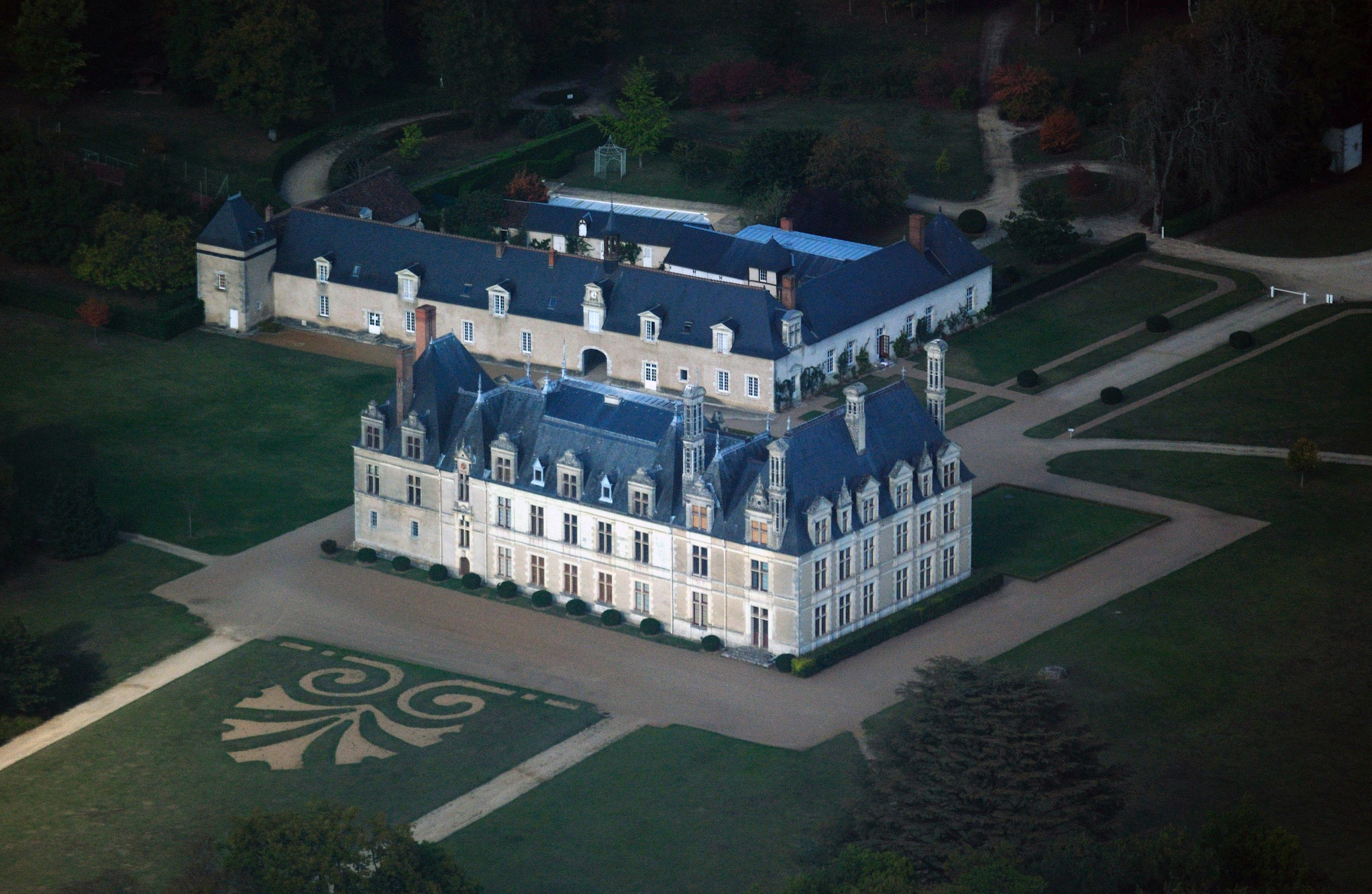
Schloss Beauregard
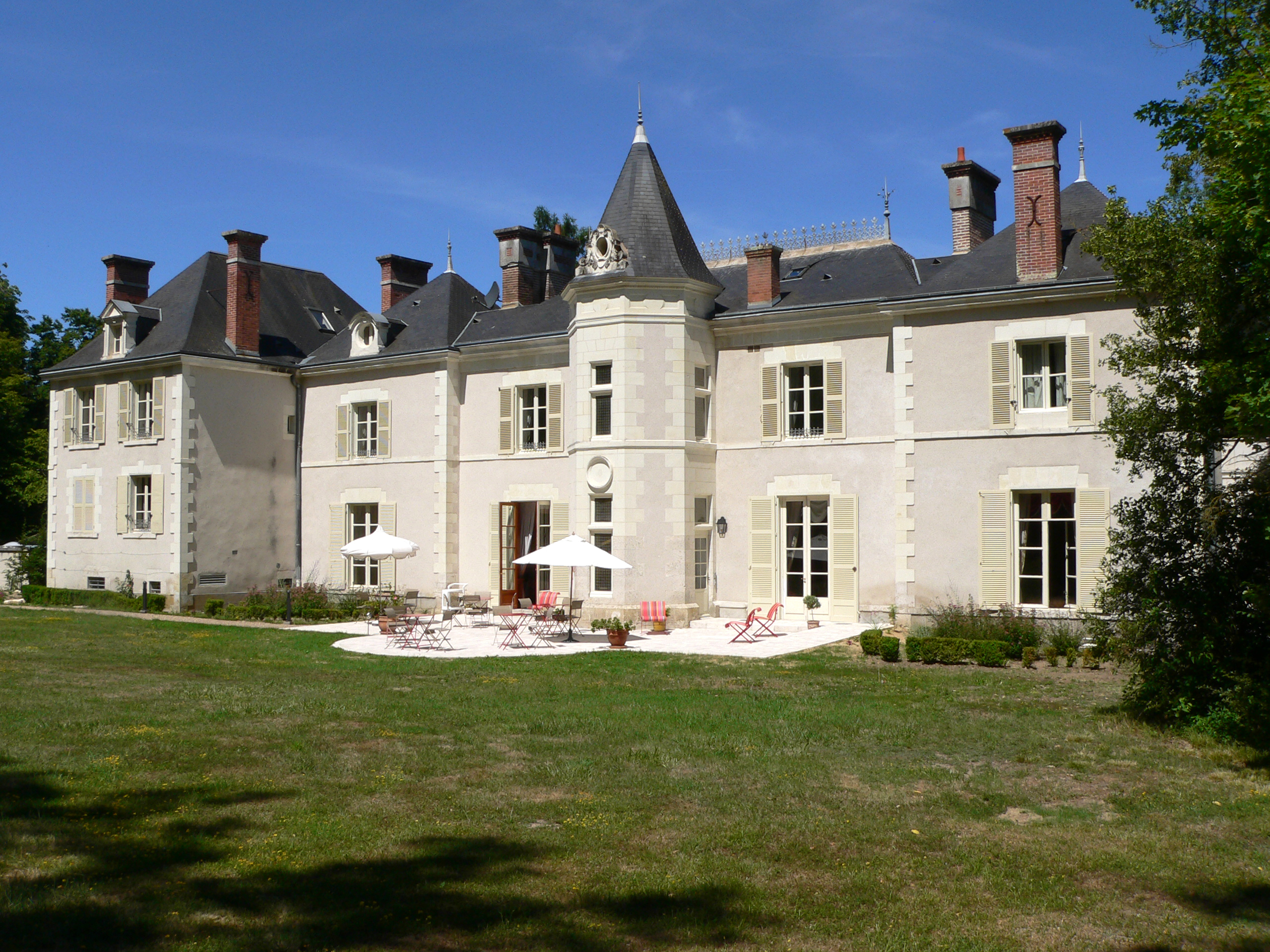
Schloss La Rozelle